# Елизавета Бранденбургская (1510—1558)
Елизаве́та Бранденбу́ргская (нем. Elisabeth von Brandenburg; 24 августа 1510, Кёлльн, Маркграфство Бранденбург — 25 мая 1558, Ильменау, Графство Хеннеберг) — принцесса из дома Гонгенцоллернов, дочь Иоахима I Нестора, маркграфа Бранденбурга. Первым браком жена Эриха I; в замужестве — герцогиня Брауншвейг-Люнебурга и княгиня Каленберг-Гёттингена. Вторым браком жена Поппо XII цу Хеннеберга; в замужестве — графиня Хеннеберг-Шлойзингена.
Принимала активное участие в распространении лютеранства на территории своих владений, вместе с протестантским проповедником Антоном Корвинусом, за что была прозвана современниками «принцессой Реформации».

## Ранние годы
Родилась 24 августа 1510 года в Кёлльне, ныне  часть Берлина. Она была третьим ребёнком и второй дочерью маркграфа Бранденбурга Иоахима I Нестора и Елизаветы Датской, принцессы из Ольденбургского дома. По отцовской линии приходилась внучкой курфюрсту Бранденбурга Иоганну Цицерону и Маргарите Саксонской, принцессе из дома Веттинов. По материнской линии была внучкой Иоганна I, короля Дании и Норвегии, короля Швеции под именем Юхана II и Кристины Саксонской, принцессы из Эрнестинской линии дома Веттинов.
Родители воспитывали Елизавету в духе католического благочестия. Однако существует вероятность того, что ещё подростком она познакомилась с сочинениями основателя лютеранства. Большое влияние на неё оказали гуманистические взгляды отца. В целом, образование принцессы носило поверхностный характер. Она научилась читать и писать на немецком языке, освоила латынь.

## Первый брак

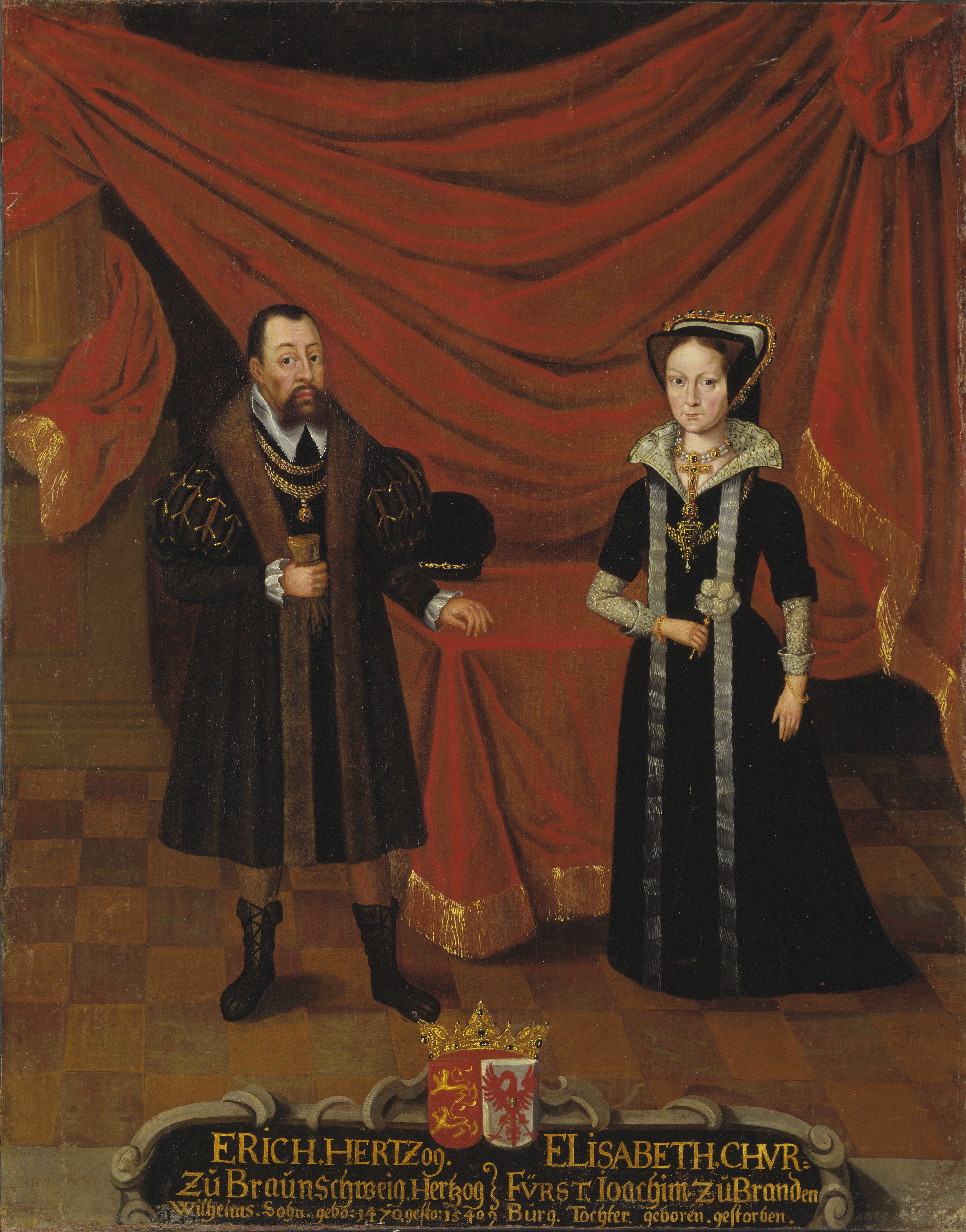
Портрет Эриха I и Елизаветы кисти неизвестного (ок. 1530). Национальный музей Швеции, Стокгольм

В Берлине 25 февраля 1725 года или Штеттине весной 1725 года или 7 июля 1525 года пятнадцатилетняя Елизавета Бранденбургская сочеталась браком с сорокалетним вдовцом Эрихом I (14 февраля 1470 — 30 июля 1540), герцогом Брауншвейг-Люнебурга и князем Каленберг-Гёттингена. После свадьбы герцог привёз молодую жену в Мюнденский замок, где в честь супругов прошёл многодневный рыцарский турнир.
Бо́льшую часть времени супружеской жизни Эрих проводил в замках Каленберг и Эрихсбург, в то время как Елизавета оставалась в Мюнденском замке, который получила от него в пожизненное владение. Когда герцогиня узнала, что у мужа есть давняя фаворитка — Анна фон Румшоттель, она попыталась убедить его разорвать отношения с любовницей, но герцог отказался. Воспользовавшись осложнениями, которые возникли у неё во время второй (по другим данным третьей) беременности, Елизавета обвинила в колдовстве фаворитку Эриха и потребовала от него предоставить Анну суду инквизиции. Герцогиня отправила соглядатаев и военный отряд в Минден с приказом арестовать любовницу мужа, которая, по имевшейся у неё информации, пыталась найти убежище в Минденской епархии. Беглянку не нашли, но в ходе разбирательства против её предполагаемых сообщников несколько обвиняемых женщин были подвергнуты пыткам и сожжены на костре. Чтобы успокоить жену, Эрих был вынужден пересмотреть их брачный договор и предоставил ей выгодный вдовий удел. Вместо малоприбыльного владения Каленберг в Унтервальде с замком Каленберг и городами Нойштадт и Ганновер Елизавета получила богатое владение Обервальд с городами Нортхайм, Гёттинген и Мюнден, которые имели важное политическое значение; в них она была фактической правительницей ещё при жизни мужа.
Всего в браке Елизаветы с Эрихом родились четверо детей — сын и три дочери:
- Елизавета[нем.] (8 апреля 1526 — 19 августа 1566), принцесса Брауншвейг-Каленберга, 19 августа 1543 года в Мюндене сочеталась браком с Георгом Эрнстом[нем.] (27 мая 1511 — 27 декабря 1583), графом Хеннеберг-Шлойзингена;
- Эрих (10 августа 1528 — 17 ноября 1584), с 1540 года герцог Брауншвейг-Люнебурга и князь Каленберг-Гёттингена под именем Эриха II Младшего, 17 мая 1545 года в Мюндене сочетался первым браком с Сидонией Саксонской (8 марта 1518 — 4 января 1575), принцессой из Альбертинской линии дома Веттинов, с которой развёлся 2 марта 1573 года, 19 или 20 декабря 1576 года в Нанси сочетался вторым браком с Доротеей Лотарингской (24 августа 1545 — 2 июня 1621), принцессой из Лотарингского дома;
- Анна Мария (23 апреля 1532 — 20 марта 1568), принцесса Брауншвейг-Каленберга, аббатиса Вунсторфа до 1550 года, 16 февраля 1550 года в Кёнигсберге сочеталась браком с Альбертом Старшим (17 мая 1490 — 20 марта 1568), герцогом Пруссии;
- Екатерина (28 мая 1534 — 10 мая 1559), принцесса Брауншвейг-Калленберга, 28 февраля 1557 года в Мюндене и 24 октября 1557 года в Крумау сочеталась браком с Вилемом из Рожмберка (10 марта 1535 — 31 августа 1592), владаржем Рожмберкского дома, будущим высочайшим бургграфом Чешского королевства.

## Переход в лютеранство
В семье родителей Елизаветы возник конфликт из-за того, что мать герцогини покровительствовала протестантским проповедникам из Виттенберга, а отец требовал от супруги хранить верность католицизму. Маркграфиня удалилась в крепость в  Шпандове, где в 1527 году приняла причастие под обоими видами, тем самым, открыто выразив своё согласие с учением Мартина Лютера. Рассерженный маркграф потребовал от жены оставить лютеранство, однако та предпочла отправиться в изгнание к родственникам в Саксонию. Возможно по этой причине, вначале Елизавета критически отнеслась к движению Реформации.
В 1534 году она, навестив мать в изгнании, познакомилась с Мартином Лютером. По другой версии, Елизавета познакомилась с ним в 1537 году в Виттенберге, когда посетила мать в доме основателя лютеранства. Между проповедником и герцогиней завязалась активная переписка. Однажды Елизавета послала Лютеру овечий сыр, а взамен он передал ей саженцы шелковицы и инжира. 7 апреля 1538 года герцогиня публично приняла причастие под обоими видами и тем самым заявила о своём переходе в лютеранство. В том же году она сообщила об этом ландграфу Гессена Филиппу I, который направил к ней в Мюнден протестантского проповедника Антона Корвинуса. Узнав о том, что герцогиня приняла лютеранство, герцог сказал: «Поскольку наша супруга не препятствует нам исповедовать нашу веру, мы не желаем, чтобы она была ограничена в своих правах».

## Регентство
30 июля 1540 года Елизавета овдовела. Опираясь на поддержку брата, маркграфа Бранденбурга Иоахима II и ландграфа Гессена Филиппа I, вдовствующая герцогиня смогла преодолеть сопротивление со стороны племянника мужа, герцога Брауншвейг-Вольфенбюттеля Генриха Младшего и заняла место регента при несовершеннолетнем сыне. Её правление продлилось до декабря 1545 года. 
К делам государства Елизавета относилась также серьёзно, как и к вопросам религии. Она тщательно записывала все доходы и расходы в своих владениях и значительно сократила долги герцогства и княжества. Елизавета издала многочисленные указы и вынесла решения по большому числу судебных дел. Она не раз обращалась к подданным с посланиями. 
За время регентства вдовствующая герцогиня успела начать Реформацию в княжестве Каленберг-Гёттинген. Антон Корвинус был назначен ею суперинтендантом с резиденцией в Паттензене. Протестант, Юстус фон Вальдхаузен, получил место герцогского советника, а позднее канцлера. Другими участниками движения Реформации, помогавшими Елизавете, были врач Бурхард Митхофф, придворный судья Юстин Гёблер и магистр Генрих Кампе. В 1542 году государственным исповеданием в княжестве Каленберг-Гёттинген было объявлено лютеранство. Указом от 4 ноября 1542 года Елизавета упразднила в герцогстве монастыри, передав их имущество протестантской церкви. Закон, регулирующий религиозно-правовые отношения в княжестве, был принят ею в 1544 году; к этому времени лютеранство получило широкое распространение среди подданных княжества. Вдовствующая герцогиня издала «Послание к подданным», в котором поддержала их реформаторские инициативы. За свою деятельность Елизавета Бранденбургская была прозвана современниками «принцессой Реформации». 
Большое внимание она уделяла и делам милосердия. В замке регентши всегда кормили голодных бедняков и подавали милостыню. Вместе с городским советом Елизавета управляла госпиталем Святого Духа у моста через Верру. Вдовствующая герцогиня собрала большую библиотеку с книгами по теологии, гомилетике, истории и с сочинениями, которые помогали ей в управлении феодами. Она позаботилась о хорошем образовании для всех своих детей. Елизавета хотела женить Эриха II на дочери своего давнего союзника, ландграфа Гессена. Однако по настоянию сына ей пришлось разорвать помолвку, что привело к заметному охлаждению отношений с ландграфом. В 1546 году Эрих II начал самостоятельное правление. Напоследок Елизавета оставила «Правительственное руководство сыну Эриху II», книгу с советами, которые должны были помочь молодому герцогу и князю разумно править в своих владениях.

## Второй брак и поздние годы
В Мюндене 31 мая / 1 июня 1546 года Елизавета Бранденбургская сочеталась вторым браком с Поппо XII цу Хеннебергом (20 сентября 1513 — 16 апреля 1574), графом Хеннеберг-Шлойзингена, младшим братом мужа её старшей дочери; Эрих II не присутствовал на свадьбе матери. В браке Елизаветы с Поппо детей не было. После смерти супруги граф снова женился, однако потомства не оставил.
Из владений, которые Елизавете выделил покойный герцог, она сохранила за собой лишь Мюнден. Возвращение Эриха II к католицизму привело к росту напряжения в отношениях между вдовствующей герцогиней и сыном. Последний рассчитывал таким образом на поддержку своих интересов со стороны императора. В 1548 году он принял Аугсбургское временное постановление. В следующем году герцог арестовал Антона Корвинуса, который на лютеранском синоде в Мюндене, категорически отверг интерим; Эрих II продержал пастора в замке Каленберг до 1552 года.
Елизавета способствовала заключению браков дочерей с феодалами, исповедовавшими лютеранство. Свою старшую дочь она отдала за графа Хеннеберг-Шлойзингена, а среднюю дочь выдала замуж за герцога Пруссии Альберта, с которым её связывала многолетняя дружба и переписка. Зять Елизаветы был на сорок лет старше молодой супруги. Вдовствующая герцогиня написала для дочери книгу под названием «Уроки материнства (Супружеская книга) для Анны Марии», в которой изложила советы по ведению семейной жизни. Елизавета планировала выдать младшую дочь за герцога Саксонии Иоганна Фридриха II, однако в 1557 году её сын отдал сестру в жёны католику. Вдовствующей герцогини не было на свадьбе дочери в Мюндене; она сказалась больной, чтобы не присутствовать на католической мессе.
В 1553 году Эрих II примирился с матерью, которая способствовала заключению союза между сыном и герцогом Пруссии и маркграфом Бранденбурга против его кузена и своего давнего противника герцога Брауншвейг-Вольфенбюттеля. В мае 1553 года Эрих II провозгласил в своих владениях лютеранство государственным исповеданием. Однако в том же году в сражении при Зиверсхаузене он проиграл герцогу Брауншвейг-Вольфенбюттеля и курфюрсту Саксонии. Генрих Младший отобрал у тётки Мюнден, и Елизавете пришлось бежать в Ганновер. В 1555 году она переехала в Ильменау в графстве Хеннеберг, где издала «Книгу утешения для вдов», в которой описала личный опыт. Здесь Елизавета скончалась 25 мая 1558 года. Её останки погребли в часовне Святого Эгидия в церкви Святого Иоанна в Шлойзингене. В 1566 году над могилой матери дети поставили памятник работы скульптора Зигмунда Лингера с эпитафией на латыни.

## Сочинения
Помимо богатого эпистолярного наследия и многочисленных религиозно-поэтических сочинений, Елизавета Бранденбургская оставила после себя четыре книги:
- «Послание к подданным» (нем. Ein Sendbrief an ihre Untertanen, 1544);
- «Правительственное руководство сыну Эриху II» (нем. Regierungshandbuch für ihren Sohn Erich II, 1545);
- «Уроки материнства (Супружеская книга) для Анны Марии» (нем. Mütterlicher Unterricht (Ehestandsbuch) für Anna Maria, 1550);
- «Книга утешения для вдов» (нем. Trostbuch für Witwen, 1555).